# Rondo Solidarności w Poznaniu
Rondo Solidarności – rondo w Poznaniu, na Winogradach, skrzyżowanie ulic: Al. Solidarności, Murawa, Serbska. Rondo Solidarności stanowi punkt graniczny trzech osiedli samorządowych: Nowe Winogrady Północ, Nowe Winogrady Wschód i Nowe Winogrady Południe. Znajduje się w ciągu II ramy komunikacyjnej.
W 2005 roku, w 25. rocznicę porozumień sierpniowych zawartych przez NSZZ „Solidarność” dotychczasowe rondo Serbska zmieniło nazwę na rondo Solidarności.
Od strony Ronda prowadzi główne wejście do Parku Gagarina, tutaj także ustawiony jest pomnik tego kosmonauty.